# معامل التحديد

مقارنة مقدّر ثيل-سين (أسود) والانحدار الخطي البسيط (الأزرق) لمجموعة من النقاط مع القيم الشاذة. نظرًا إلى أن العديد من القيم الشاذة لا تناسب أي من خطوط انحدار البيانات جيدًا، تظهر قيمة R ^{2} عالية جدًا.

في الإحصاء، يشير معامل التحديد، الذي يرمز له بـ R 2 أو r 2 أو "R squared"، إلى نسبة التباين في المتغير التابع الذي يمكن التنبؤ به من خلال المتغير (أو المتغيرات) المستقلة.
وهو يستخدم في النماذج الإحصائية التي يكون هدفها الرئيسي التنبؤ بالنتائج المستقبلية أو اختبار الفرضيات، على أساس المعلومات الأخرى ذات الصلة. يوفر معامل التحديد مقياسًا لمدى تكرار النتائج التي تمت ملاحظتها في النموذج، استنادًا إلى نسبة التباين الكلي للنتائج التي أوضحها النموذج.
هناك العديد من التعريفات لـ R 2 التي تبدو متطابقة في بعض الأحيان. إحدى هذه التعاريف هي تلك التي تعود للانحدار الخطي البسيط حيث يتم استخدام r 2 بدلاً من R 2. عندما يتم تضمين التقاطع في الانحدار الخطي، فإن r 2 هو ببساطة مربع معامل ارتباط العينة (أي، r ) بين النتائج المرصودة والقيم التي تم التنبؤ بها. إذا تم تضمين نماذج انحدار إضافية، فإن R 2 سيكون مربع معامل الارتباط المتعدد. وفي كلتا الحالتين، يتراوح معامل التحديد عادة من 0 إلى 1.